# Вісьнев (Мінський повіт)
Вісьнев (пол. Wiśniew) — село в Польщі, у гміні Якубув Мінського повіту Мазовецького воєводства.
Населення — 473 особи (2011).
У 1975-1998 роках село належало до Седлецького воєводства.

## Демографія
Демографічна структура станом на 31 березня 2011 року:
|          | Загалом | Допрацездатний вік | Працездатний вік | Постпрацездатний вік |
| -------- | ------- | ------------------ | ---------------- | -------------------- |
| Чоловіки | 217     | 41                 | 143              | 33                   |
| Жінки    | 256     | 59                 | 128              | 69                   |
| Разом    | 473     | 100                | 271              | 102                  |